# Monastère des Saints Behnam et Sarah
Le Monastère des Saints Behnam et Sarah (en arabe : دير مار بهنام ; en syriaque : ܕܝܪܐ ܪܡܪܝ ܒܗܢܡ ܘܡܪܬ ܣܪܐ) est un monastère de l'Église catholique syriaque situé dans le nord de l'Irak, non loin de la ville de Bakhdida (Qaraqoch). Vandalisé en mars 2015 par l'État islamique, qui fit exploser notamment à la dynamite l'antique martyrium, il fut restauré de juin 2017 à juillet 2019 avec l'aide de la France.

## Historique
Le monastère fut construit au IVe siècle sur l'ordre du roi assyrien  Sennacherib II (vers 372), qui participa lui-même au chantier en tant que pénitence pour le meurtre de son fils Behnam et de sa fille Sarah, après que ceux-ci furent convertis au christianisme par le patriarche Mar Mattai. 
Le monastère a appartenu à l'Église de l'Orient pendant dix siècles au moins, ainsi qu'en témoignent des inscriptions turques laissées par des pèlerins mongols. Il passa ensuite à Église syriaque orthodoxe, lorsque la région se convertit au monophysisme et servit de résidence à plusieurs patriarches syriaques orthodoxes.
Les moines du monastère se rallièrent à Rome au XVIIIe siècle, ce qui entraîna la conversion graduelle des habitants de Bakhdida au catholicisme syriaque.
Le monastère fut restauré en 1986 et visité depuis par des milliers de chrétiens et musulmans chaque année, devenant ainsi un lieu symbolique de la rencontre islamo-chrétienne,.  
En juillet 2014, après avoir bouté le feu à l'archevêché de l'Église catholique syriaque et s'être emparé du couvent chaldéen de Saint-Georges à Mossoul, les terroristes de l’État islamique ont mis la main sur le monastère des Saints Behnam et Sarah et ont obligé les moines à s'en aller sans rien emporter. Ceux-ci ont pu se rendre à Bakhdida (Qarakoch) à 19 km du monastère, puis après la prise de cette ville, se réfugier au Kurdistan. Ils ont laissé derrière eux une bibliothèque contenant des manuscrits très anciens et des livres liturgiques de grande valeur.
D’après le père Charbel Issa, responsable du monastère, l’État islamique s’en est pris peu après aux symboles chrétiens (destruction du décor sculpté au marteau-piqueur), après avoir déjà meurtri les corps, Ainsi, le grand haut-relief représentant saint Behnam à cheval terrassant le diable,œuvre en stuc incrustée dans le mur probablement sculptée au XVe siècle, voire antérieurement, a été martelé, tout comme le bas-relief de sainte Sarah sur le pilier qui lui fait face. Selon les informations communiquées au site Aleteia, des membres de l’organisation terroriste ont également abattu les croix du monastère et brûlé les peintures et les manuscrits présents sur les lieux.
Le 19 mars 2015 enfin, la partie visible (externe) du martyrium a été totalement détruite par des explosifs déposés par les terroristes de l'État islamique.
Après deux ans d'occupation, en novembre 2016, le monastère est libéré par les forces de sécurité irakienne et les moines ont pu revenir sur les lieux.
L'archevêque syriaque-catholique de Mossoul Yohanna Petros Mouche charge en 2017 l'association Fraternité en Irak de la restauration du mausolée avec l'assistance de l'archéologue Abdelsalam Simaan, et d'un architecte français. En juillet 2019, la restauration, respectueuse des techniques traditionnelles et de l'histoire du monastère, est achevée.

## Voir également